# 疫苗接種推進擔當大臣
疫苗接種推進擔當大臣（日语：／ Wakuchin sesshu suishin tantō daijin */?，簡稱疫苗接種擔當大臣、疫苗擔當大臣，是日本的國務大臣，其任務是為了推動2019冠狀病毒病疫苗的接種計劃順利推行。2021年1月18日由時任首相菅義偉口頭指示行政改革擔當大臣河野太郎設立並兼任此職。

## 概要
設立此大臣職務的原因是，疫苗的大規模接種工作牽涉到多個行政部門：疫苗的許可審查及採購契約談判為厚生勞動省、預算取得為財務省、儲存疫苗的冷凍庫設施與注射器調度為經濟產業省、疫苗的冷鏈運輸配送為國土交通省、用過注射器的處理為環境省，以及實施接種的各地方自治體。因此由疫苗擔當大臣負責這些行政部門的溝通協調工作，以利疫苗接種之進行。

## 歷任大臣
| 代 | 姓名     | 姓名          | 内閣                           | 在任期間                     |
| -- | -------- | ------------- | ------------------------------ | ---------------------------- |
| 1  | 河野太郎 |               | 菅義偉内閣                     | 2021年1月18日 - 10月4日      |
| 2  | 堀内詔子 |               | 第1次岸田内閣                  | 2021年10月4日 - 11月10日     |
| 3  | 堀内詔子 | 第2次岸田内閣 | 2021年11月10日 - 2022年3月31日 |                              |
| 4  | 松野博一 | 第2次岸田内閣 |                                | 2022年4月1日 - 2023年9月13日 |

## 另見
- 2019冠狀病毒病日本行政應對
- 2019冠狀病毒病對策與健康危機管理擔當大臣
- 厚生勞動大臣

## 外部連結
- （日語）https://www.kantei.go.jp/jp/headline/kansensho/vaccine.html （页面存档备份，存于） - 首相官邸
- （日語）https://www.mhlw.go.jp/stf/seisakunitsuite/bunya/vaccine_00184.html （页面存档备份，存于） - 厚生勞動省
- （日語）的X（前Twitter）
- （日語）YouTube上的 - 首相官邸